# Grünlinge
Die Grünlinge (Hexagrammidae) sind Knochenfische aus der Ordnung der Barschartigen (Perciformes). Sie leben an den Küsten des nördlichen Pazifik, von Japan bis Kalifornien.

## Merkmale
Es sind langgestreckte, räuberische, bodenbewohnende Fische ohne Schwimmblase. Der Kopf ist unbestachelt, sie haben nur eine Rückenflosse, die zwischen dem hartstrahligen und weichstrahligen Teil eine Delle hat. Der erste Teil hat 16 bis 28 Hartstrahlen, der zweite 11 bis 30 Weichstrahlen. Die Bauchflossen haben je eine Hart- und fünf Weichstrahlen, die Afterflosse keine bis höchstens drei Hart- und sechs oder sieben Weichstrahlen. Das Seitenlinienorgan ist einheitlich oder in bis zu fünf Teile geteilt. Die meisten Grünlinge werden ca. einen halben Meter lang, Ophiodon elongatus 1,5 Meter. 
Die Tiere sind noch wenig erforscht. Einige Arten werden kommerziell befischt.

## Systematik
Es gibt neun Arten in drei Gattungen, die alle in eigene Unterfamilien gestellt werden.
- Grünlinge (Hexagrammidae) 
  - Hexagramminae
    - Hexagrammos (6 Arten)

  - Ophiodontinae
    - Ophiodon (1 Art)

  - Pleurogramminae
    - Pleurogrammus (2 Arten)

Die Kammgrünlinge (Zaniolepis) und der Anemonenwächter (Oxylebius pictus), die bei Nelson (2006) noch den Hexagrammidae zugerechnet werden, werden neuerdings in die selbständige Familie Zaniolepididae gestellt.